# پرویز هودبهائی
پرویز هودبهائی (انگلیسی: Pervez Hoodbhoy؛ زاده ۱۱ ژوئیهٔ ۱۹۵۰) یک دانشمند فیزیکدان هسته‌ای و فعال اجتماعی اهل پاکستان است.